# Parkstein
Parkstein è un comune tedesco di 2 319 abitanti, situato nel land della Baviera.